# 查洛·寶雲
查洛·寶雲（英語：Jarrod Bowen；1996年12月20日—）是一位英格蘭的職業足球員。現時效力英超球會韋斯咸、英格蘭足球代表隊，能勝任翼鋒、中場及前鋒等位置。寶雲亦曾效力於赫里福特聯和侯城。

## 早年
寶雲出生於赫里福德郡萊姆斯特。

## 球員生涯

### 赫里福特聯
當寶雲於阿士東維拉及卡迪夫城試腳失敗後，開始在赫里福特聯展開他的學徒球員生涯。當16歲的寶雲在該球季於青年軍中表現出眾後，他便成功進入赫里福特聯一隊。2014年4月21日，寶雲為赫里福德聯以3-2擊敗阿爾費登鎮的比賽中射入第一個入球。

### 侯城
當赫里福特聯於2014年6月被英格蘭足球全國聯賽取消資格後，寶雲於7月簽約英超球會侯城。他在2016年的季前賽表現出色後，於8月23日為侯城進行了首次上陣，在聯賽盃的比賽中打足90分鐘以3–1擊敗艾斯特城。2016年11月7日，寶雲與侯城簽了新的兩年合約。
寶雲於2017年8月5日為侯城射入首個入球，以1比1打和阿士東維拉。2017年9月，寶雲再簽了一份新約，將他與球會的關係延續到2020年6月。在2017-18賽季，他在所有比賽中一共射入15球，令他成為侯城首席射手。在2018年5月8日的年度賽季末頒獎典禮上，寶雲贏得侯城在該年度由球員及球迷各自選出的年度最佳球員榮譽。
寶雲於2018年12月被提名為該月份英冠最隹球員，隨後在2019年1月贏得該獎項。2019年3月，他被選為2018-19賽季英冠最佳陣容的其中一員。在2018-19賽季，他在所有比賽中射入22球，這使他再次成為侯城的首席射手。在2019年5月7日的年度終季頒獎典禮上，寶雲贏得侯城在該年度最佳球員「侯城足球先生」、球員及球迷各自選出的年度最佳球員榮譽。

### 韋斯咸
2020年1月31日，寶雲以1800萬英鎊的初始費用及其後可能增加不多於700萬英鎊的轉會費轉會加入英超球隊韋斯咸，2020年2月29日，他為韋斯咸首次上陣的比賽中取得在韋斯咸的首個入球，以3比1擊敗修咸頓。
2020年9月27日，鮑文打進了他在2020-21 賽季英超聯賽的首個進球，在4-0戰勝狼隊的比賽中梅開二度；西漢姆聯賽季首勝。一周後的2020年10月4日，鮑文在客場3-0戰勝萊斯特城的比賽中打進了本賽季的第三個進球。賽季後半段，鮑文連續三場比賽打進3球，3-3戰平阿森納，3-2戰勝狼隊和萊斯特城，本賽季他的進球數達到了8個。
2022年5月8日，鮑文在對陣諾維奇城的比賽中取得了兩次助攻，成為第一位西漢姆聯球員自1999-2000賽季的保罗·迪卡尼奥以來，單賽季就創造了十個進球和十次助攻。一天後，鮑文被評為西漢姆聯球員票選的賽季最佳球員。鮑文在2021-22賽季結束時成為西漢姆聯隊的最佳射手，在所有比賽中打進18球，在英超聯賽中打進12球。
2023年6月7日，在2023年歐洲協會聯賽決賽中，鮑文打進了對陣佛羅倫薩的致勝球，西漢姆聯以2-1的比分贏得了43年來的第一座獎盃。在這樣的過程中，他成為自阿森納隊的阿蘭·史密斯在1994年優勝者杯決賽對陣帕爾馬以來第一位在歐洲重要決賽中攻入致勝球的英格蘭球員。
（英國國籍而隸屬威爾斯足總的加里夫·巴利曾在2014及2018的歐冠決賽中替皇家馬德里取得致勝入球）

## 國家隊生涯
2022年5月24日，鮑文首次受英格蘭足球代表隊徵召參加下個月與匈牙利、德國和義大利的歐洲足協國家聯賽比賽。
寶雲入选了英格兰队参加2024年歐洲國家盃的26人名单。
2024年11月17日，寶雲在5-0大勝愛爾蘭的比賽中打入了他在英格蘭足球代表隊的第一個進球。

## 榮譽

### 球會
韋斯咸
- 歐協聯冠軍 : 2022-23[31]

### 個人
- 赫爾城球迷年度最佳球員：2017-18賽季
- 赫爾城年度最佳球員：2017-18賽季
- 英格蘭足球聯賽最佳陣容：2018-19賽季[32]
- 西漢姆聯賽季最佳球員（球員票選）：2021-22賽季[33]

## 外部連結
- Soccerway資料庫：查洛·寶雲
- 足球数据库：查洛·寶雲的球员统计数据